# Oceanopapaver
Oceanopapaver là tên gọi của một chi thực vật do Guillaumin đưa ra năm 1932 cho loài duy nhất có danh pháp Oceanopapaver neocaledonicum Guillaumin có tại New Caledonia. Chi này trong quá khứ đã từng được phân loại trong nhiều họ khác nhau, như trong họ Bạch hoa (Capparaceae), họ Nham mân khôi (Cistaceae), họ Anh túc (Papaveraceae), họ Đoạn (Tiliaceae). Tên gọi họ giả định "Oceanopapaveraceae" đôi khi cũng được sử dụng trong một số tài liệu về thực vật (cả tài liệu in ấn lẫn trang web) nhưng nó là tên gọi thiếu căn cứ (nomen nudum) và chưa bao giờ được công bố hợp lệ hay được thừa nhận bởi bất kỳ hệ thống phân loại thực vật nào. Nghiên cứu gần đây đã xác định rằng loài nói trên thuộc về chi Đay (Corchorus) và hiện nay nó được phân loại dưới danh pháp Corchorus neocaledonicus (đay New Caledonia), thuộc về phân họ Cò ke (Grewioideae) trong họ Cẩm quỳ (Malvaceae) nghĩa rộng (sensu lato).